# Alligator Effigy Mound
 (mars 2025).

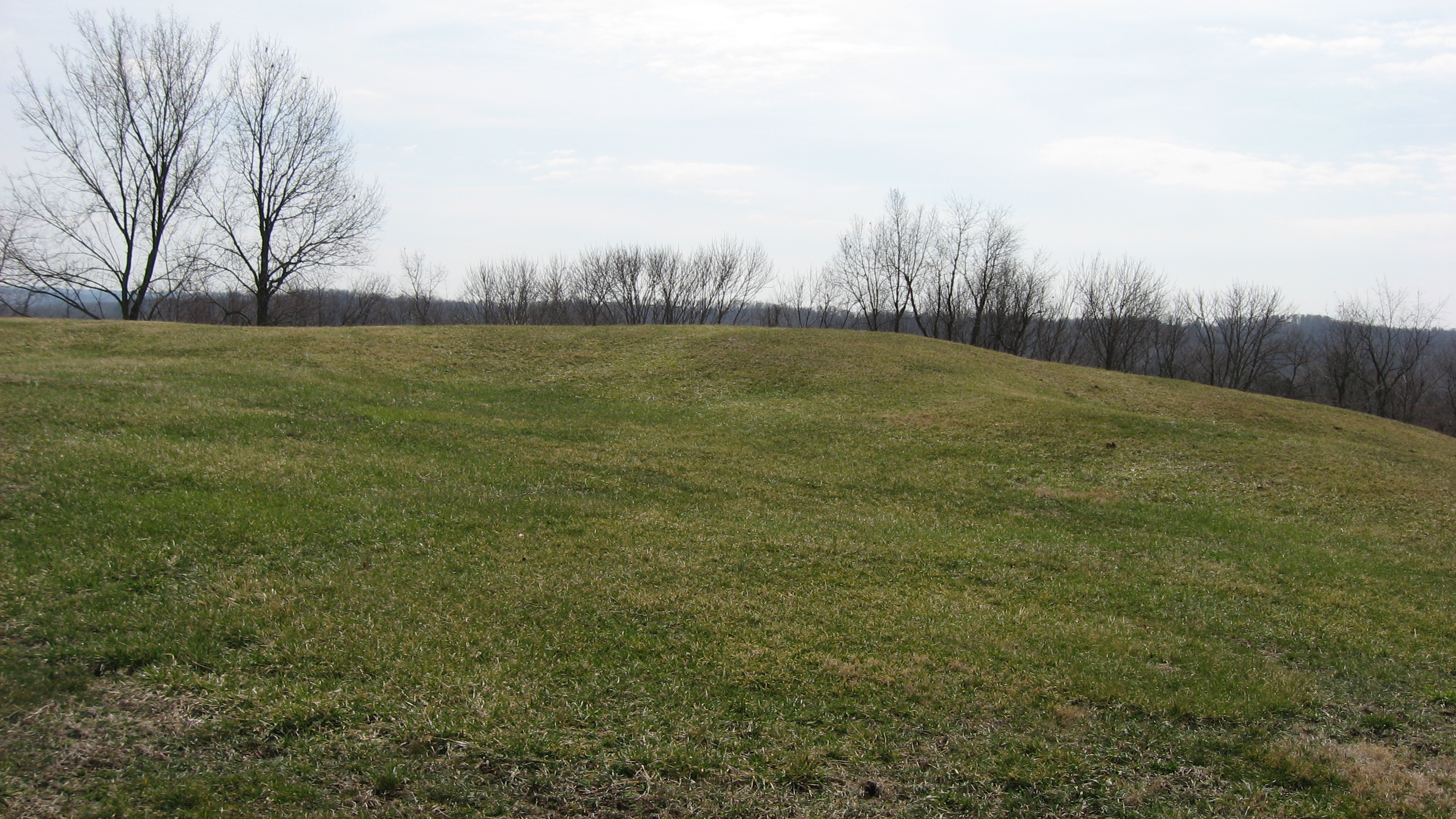
photo du site

L' Alligator Effigy Mound est un tertre (c'est-à-dire une butte de terre) qui se situe à  Granville, dans l'état de l'Ohio, aux États-Unis. On pense que ce tertre a été construit entre 800 et 1200 apr. J.-C. par des personnes de la culture Fort Ancient (la culture pré-historique Hopewell). Le tertre était probablement un site de cérémonie, car il n'était pas utilisé pour les enterrements.
Situé sur un terrain privé, l'Alligator Effigy Mound est l'un des deux tertres existants connus dans l'état actuel de l'Ohio, avec le Serpent Mound dans le comté d'Adams, Ohio. Il est inscrit au registre national des lieux historiques depuis 1971.  Les tertres à l'effigie d'un animal ont plus souvent été construits par d'anciens peuples autochtones qui étaient situés dans ce que sont aujourd'hui les états de l'Illinois, de l'Iowa et du Wisconsin, plutôt que dans la région de l'Ohio, et beaucoup y ont survécu,.

## Historique de l'enquête

### Squier et Davis: 1848
Ephraim George Squier et Edwin Hamilton Davis ont enquêté à propos du site privé de Granville,dans l'Ohio pour la Smithsonian Institution et ont retranscrit leurs découvertes dans leur publication de 1848 Ancient Monuments of the Mississippi Valley. Ils ont décrit le site comme « étrange ». Ils ont expliqué que la hauteur de l'ouvrage faisait entre 45 et 60 mètres de hauteur. Ils notent que les habitants de la région l'appelaient "l'alligator", "bien que la figure ressemble autant à un lézard qu'à tout autre reptile ". La tête de l'effigie indique le sud-ouest. Cet ouvrage totalisait 76 mètres de longueur, depuis la tête jusqu'à la queue. Le corps a été évalué à 12 mètres de large, et chaque jambe a été mesurée à 10 mètres. Ils décrivent les extrémités des pattes comme étant "un peu plus larges que les autres parties de celles-ci, comme si la propagation de ces orteils avait initialement été indiquée".
Squier et Davis notent que la tête, les épaules et la croupe de l'animal sont plus hautes que le reste du corps. La hauteur du tertre varie d'1m2 à 1m8. Au milieu de l'ouvrage se trouvait un petit monticule qui, selon eux, servait d'autel. Des pierres le couvraient, avec sur celles-ci des traces d'incendies passés. Un chemin gradué a été réalisé depuis l'autel jusqu'au « sommet de l'animal ». La voie graduée fait 3 mètres de large. Ils notent des traces de fouilles dans certaines parties de l'ouvrage avec quelques perturbations sur le site. Grâce à des fouilles, ils ont déterminé que le site était fait d'argile et qu'elle avait été importée d'une autre région. Ils ont également remarqué qu'aucune fouille historique réalisée par les créateurs de cet animal n'a été retrouvée dans la région.
Ils examinent le promontoire où le tertre est construit. Ils le décrivent comme un « éperon de terre magnifiquement arrondi », et ils se sont  demandé si cela avait été fait par les humains tellement c'était arrondi. Lors de leur visite, ils ont également remarqué que des dégâts avaient été causés a ce même promontoire. Ils notent que d'autres terrassements sont visibles du haut de celui-ci, notamment ceux du groupe de Newark.
Après leur enquête, Squier et Davis ont conclu que le site était utilisé pour des sacrifices ou "à des occasions prévues ou extraordinaires".

### Lepper et Frolking: 1999
En 1999, Brad Lepper et Tod A. Frolking ont mené une enquête archéologique professionnelle sur le tertre. Par la datation radiométrique d'un morceau de charbon récupéré à la base du tertre, ils estiment sa construction à 1 000 ans BP (plus ou moins 950 ans apr. J.-C.). Lepper suggère que l'Alligator est à l'effigie d'une panthère sous-marine, une figure puissante dans le mythe amérindien. Il pense que les premiers colons européens ont mal interprété ce que les Amérindiens leur ont dit à propos de leur œuvre. On leur aurait dit que c'était une créature féroce qui vivait dans l'eau et mangeait des gens, ce qu'ils supposaient donc être un alligator.

## Sources
1. 1 2 3 4  « Alligator Mound », Ohio Historical Society (consulté le 26 octobre 2008)
2. ↑  « The Licking County Historical Society - Alligator Mound » [archive du 4 août 2008], The Licking County Historical Society (consulté le 26 octobre 2008)
3. 1 2 3 4  Ephraim George Squier et Edwin Hamilton Davis, Ancient Monuments of the Mississippi Valley, Smithsonian Institution, 1848, 217–221 p. (lire en ligne)
4. ↑  Lepper et Frolking, « Alligator Mound: Geoarchaeological and Iconographical Interpretations of a Late Prehistoric Effigy Mound in Central Ohio, USA », Cambridge Archaeological Journal, vol. 13, no 2,‎ 2003, p. 147–167 (DOI 10.1017/S0959774303000106)